# Dear Me
「Dear Me」（ディアミー）はBACK-ON初のYouTube限定曲。2015年4月24日に公開された。後に5枚目のアルバムの｢PACK OF THE FUTURE｣に初CD化で収録されている。

## 概要
BACK-ONで初のYouTubeでの配信曲。

## 収録内容
1. Dear Me [4:50]
  - 作詞・作曲 : BACK-ON